# Stay Away (canción de Elvis Presley)
Star Away es la canción principal de la película Stay Away, Joe interpretada por Elvis Presley que puede oírse al inicio, compuesta por Syd Tapper and Roy C. Bennett.  Ésta toma la melodía del tema Las hojas verdes, una canción del folklore inglés registrada por Richard Jones en la London Stationer Company en septiembre de 1580  Fue editada por RCA como cara B de un disco sencillo junto a U.S. Male en 1968  y dos años más tarde se la incorporó en el exitoso álbum Almost in Love.
Existe una segunda canción bajo el nombre de "Stay Away, Joe", que se diferencia notablemente por la letra y el estilo claramente campirano con arreglos de armónica.  Esta última canción fue editada junto al tema principal de la película, Stay Away en dos EP diferentes, a través de RCA Victor para el mercado internacional europeo y australiano. En Estados Unidos esta versión fue editada dos años más tarde en el álbum Let's Be Friends

## Grabación
Elvis grabó la canción el 16 de enero de 1968 en el legendario estudio B de la RCA en Nashville, Tennessee. Stay Away, está claramente inspirada en Greensleaves o "Las hojas verdes" una canción tradicional anglosajona que para este caso contó con la letra incorporada a cargo del dúo de compositores Tepper y Bennett. 
Este tema, al que Elvis intentó abarcar de distintas maneras (la que apareció por último en el single y las versiones lenta y acelerada de las tomas uno y tres respectivamente), fue incluida finalmente en la banda sonora de la película Stay Away, Joe (1968) a pesar de que se registró con bastante posterioridad a las sesiones de grabación de la banda sonora del film realizadas en octubre de 1967.  Las dos versiones están ejecutadas en ritmo de 2 x 2 sin embargo, la versión lenta tiene una duración de más de tres minutos, no solo por la lentitud de su ejecución sino porque la lírica difiere ligeramente de la otra, repitiendo el estribillo dos veces y con una breve pausa a modo de final donde la instrumentación continúa sonando hasta desaparecer con la intervención esporádica de Elvis silbando 
La toma máster con la que se confeccionó el disco sencillo, se extrajo del corte # quince a pesar de que posteriormente se añadiría una pista de guitarra independiente, interpretada por Jerry Reed  Aunque el músico Charlie McCoy participó de las sesiones de grabación, el aporte de su armónica estaba destinado para la canción U.S. Male que se grabaría al día siguiente.

## Letra
La canción trata sobre un pionero o cowboy que padece nostalgia por la tierra donde pertenece. Aún vagando a unas 10.000 millas aún siente el llamado de las colinas a las que considera como su hogar; el alto cañón y los bajos valles le hacen llegar el eco sobre el que se pregunta cómo puede mantenerse apartado de allí. Sus sueños pertenecen a ese lugar donde vuelan las águilas, donde las montañas parecen tocar el cielo y donde las corrientes de aire soplan preguntándole cómo se puede mantener apartado. Es allí cuando reflexiona que su ha mantenido alejado mucho tiempo con su corazón dividido de esa tierra a la que ama y allí es que comprende que debe regresar a las colinas nuevamente. 
| My dreams are there where the eagle fliesWhere the mountain tops seem to touch the skyThe winding streams and the winds that blowAsk me how can you stay away | Mis sueños están allí donde vuela el águiladonde las cimas de las montañas parecen tocar el cielolos arroyos serpenteantes y los vientos que soplanpregúntame cómo puedes alejarte. |

## Músicos
- Elvis Presley - voz
- Jerry Reed - guitarra
- Scotty Moore - guitarra
- Chip Young - guitarra
- Bob Moore - bajo
- D.J. Fontana - batería
- Buddy Harman - batería
- Floyd Cramer - piano
- Pete Drake - Steel Guitar
- The Jordanaires - coros [1]

## Listas
| Listas (1968)  | Listas              | Posición alcanzada |
| -------------- | ------------------- | ------------------ |
| Australia      | Goset               | 10                 |
| Holanda        | Dutch Charts Top 40 | 37                 |
| Estados Unidos | Billboard Hot 100   | 67                 |